# Hyalomma
Hyalomma es un género de garrapatas común en Asia, Europa y África. Las especies de este género actúan como vectores del virus que ocasiona la fiebre hemorrágica de Crimea-Congo. Se incluyen dentro del grupo llamado garrapatas duras, debido a que poseen escutelo o coraza dorsal, a diferencia del taxón Argasidae que carecen del mismo.

## Especies
- Hyalomma aegyptium Linnaeus, 1758

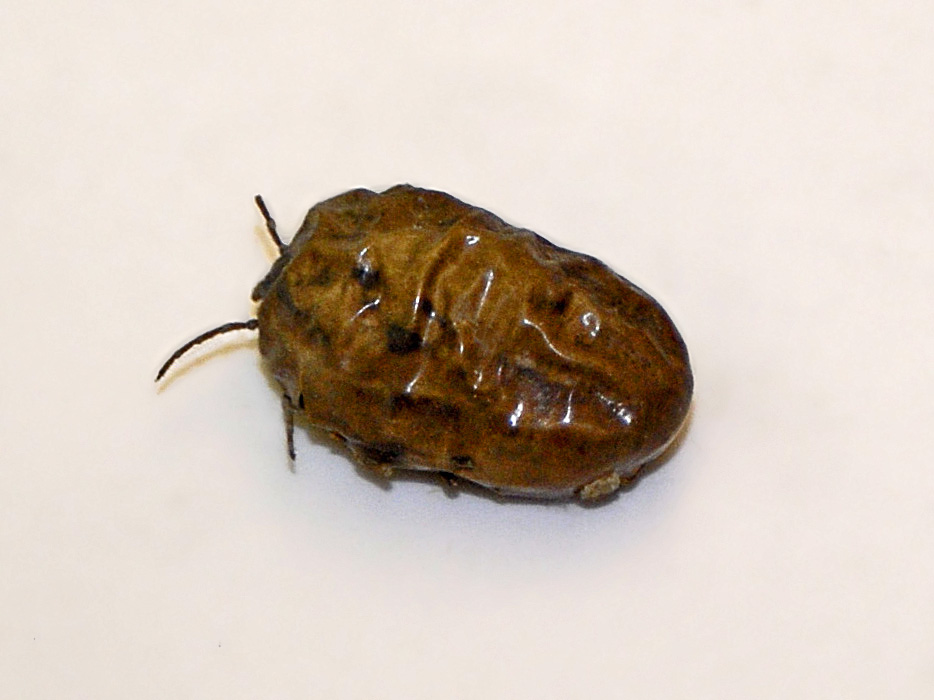
Hyalomma dromedarii

- Hyalomma albiparmatum Schulze, 1919
- Hyalomma anatolicum Koch, 1844
- Hyalomma arabica Pegram, Hoogstraal & Wassef, 1982
- Hyalomma brevipunctata Sharif, 1928
- Hyalomma dromedarii Koch 1844
- Hyalomma erythraeum Tonelli-Rondelli, 1932
- Hyalomma franchinii Tonelli-Rondelli, 1932
- Hyalomma hussaini Sharif, 1928
- Hyalomma hystricis Dhanda & Raja, 1974
- Hyalomma impeltatum Schulze & Schlottke, 1930
- Hyalomma impressum Koch 1844
- Hyalomma kumari Sharif, 1928
- Hyalomma lusitanicum Koch, 1844
- Hyalomma marginatum Koch 1844
- Hyalomma nitidum Schulze, 1919
- Hyalomma punt Hoogstraal, Kaiser & Pedersen, 1969
- Hyalomma rhipicephaloides Neumann, 1901
- Hyalomma schulzei Olenev 1931
- Hyalomma scupense Schulze, 1919[2]
- Hyalomma sinaii Feldman-Muhsam, 1960
- Hyalomma truncatum Koch 1844
- Hyalomma turanicum Pomerantsev, 1946